# Bút Sơn
Bút Sơn là thị trấn huyện lỵ của huyện Hoằng Hóa, tỉnh Thanh Hóa, Việt Nam. Thị trấn được thành lập vào ngày 14 tháng 9 năm 1989 trên cơ sở một phần diện tích và dân số của các xã Hoằng Phúc, Hoằng Đức, Hoằng Đạo và Hoằng Vinh, sau hai lần mở rộng địa giới hành chính vào năm 2009 và năm 2019, thị trấn có diện tích 7,74 km², quy mô dân số cuối năm 2022 là 14.404 người. Thị trấn được chia làm 15 tổ dân phố.

## Lịch sử
Thị trấn Bút Sơn được thành lập vào ngày 14 tháng 9 năm 1989 trên cơ sở một phần diện tích và dân số của các xã Hoằng Phúc, Hoằng Đức, Hoằng Đạo và Hoằng Vinh. Bút Sơn trở thành thị trấn huyện lỵ của huyện Hoằng Hóa.
Ngày 15 tháng 10 năm 2009, diện tích tự nhiên của thị trấn được mở rộng với việc sáp nhập thêm 0,06 km² diện tích tự nhiên và 181 người của xã Hoằng Phúc, 0,11 km² diện tích tự nhiên và 157 người của xã Hoằng Đạo, 0,32 km² diện tích tự nhiên và 393 người của xã Hoằng Vinh và 0,55 km² diện tích tự nhiên và 575 người của xã Hoằng Đức. Sau khi điều chỉnh, thị trấn Bút Sơn có 1,9 km² diện tích tự nhiên và 4.641 người, chia thành 5 tiểu khu: Phúc Sơn (trước đây là một phần của thôn Hoằng Lọc và Bút Cương, xã Hoằng Phúc), Đức Sơn (trước đây là một phần của thôn Phúc Thọ, xã Hoằng Đức), Đạo Sơn (trước đây là một phần của thôn Dư Khánh, xã Hoằng Đạo và khu vực công sở của huyện Hoằng Hoá), Vinh Sơn (trước đây là vùng đất chung quanh ngã tư chợ Gòng và xóm Công, thôn Phú Vinh, xã Hoằng Vinh) và Tân Sơn (trước đây là xóm Tân Đức, xã Hoằng Đức).
Ngày 1 tháng 12 năm 2019, địa giới hành chính của thị trấn được mở rộng lần thứ hai khi sáp nhập thêm toàn bộ diện tích và dân số của hai xã Hoằng Phúc, Hoằng Vinh, nâng diện tích thị trấn lên 7,74 km², chia làm 15 tổ dân phố trực thuộc.

## Địa lý
Thị trấn Bút Sơn nằm bên Quốc lộ 10, cách trung tâm thành phố Thanh Hóa khoảng 14 km về phía đông bắc. Phía đông giáp xã Hoằng Đạo và xã Hoằng Đạt, phía tây giáp xã Hoằng Đức, phía nam giáp xã Hoằng Đồng và xã Hoằng Thắng, phía bắc giáp xã Hoằng Xuyên.

## Hành chính
Thị trấn Bút Sơn được chia thành 15 tổ dân phố: Bút Cương, Đại Lộc, Đạo Sơn, Đức Sơn, Hoằng Lọc, Phú Vinh Đông, Phú Vinh Nam, Phú Vinh Tây, Phúc Sơn, Tân Sơn, Tế Độ, Thọ Văn, Trung Hy, Trung Sơn, Vinh Sơn.

## Xã hội
Tại thời điểm điều chỉnh địa giới hành chính ngày 15 tháng 10 năm 2009, địa bàn thị trấn Bút Sơn có 4.641 người sinh sống. Đến năm 2019, thị trấn Bút Sơn có dân số là 5.277 người, sau khi sáp nhập dân số của hai xã Hoằng Phúc, Hoằng Vinh vào ngày 1 tháng 12 năm 2019, dân số của thị trấn tăng lên 12.089 người. Tính tới cuối năm 2022, dân số toàn thị trấn là 14.404 người, trong đó dân số thường trú là 14.062 người.